# 川名寛章
川名 寛章（かわな ひろあき、1945年5月24日 - ）は日本の政治家。千葉県議会議員（7期）、第66代千葉県議会議長、君津市議会議員（2期）。

## 経歴
静岡県富士郡田子浦村（現・静岡県富士市）生まれ。1968年3月に日本大学工学部を卒業した。同年4月に佐藤工業に入社した。1973年に川名工務店に入社し、1981年に同社の代表取締役となった。1987年9月に君津市議会議員選挙に立候補して当選し、2期8年務めた。1995年4月の千葉県議会議員選挙に君津市選挙区から無所属で立候補して、初当選を果たした。当選後、自由民主党所属となった。2003年4月13日の選挙で2人中1位で3選を果たした。2007年4月8日の選挙でも2人中1位で4選を果たした。2011年の選挙では無投票で5選を果たした。2012年7月6日から2013年7月2日まで第66代千葉県議会議長を務めた。2015年の選挙も無投票で6選を果たした。2019年4月7日の選挙は2人中1位で7選を果たした。

## 騒動

### 千葉県議会サッカー部忘年会
2021年12月9日に川名を始めとした超党派の県議会議員26人と千葉県副知事の穴澤幸男が、千葉市中央区の焼肉店で忘年会を開いていた。当時、知事の熊谷俊人からは少人数での会食が呼びかけられていた。また、主催した阿井伸也は取材に対し、「軽率で不適切だった」と語っている。

### 議場での不適切行動
2022年6月3日、6日から9日、21日の各本会議中に目を閉じている様子が撮影されていた。また、7日の本会議中に大学時代の空手部の思い出に関する事を書いていた。取材に対し、目を閉じている様子については「記憶にない」とし、書き物に関しては「直しただけ」と語っている。また、「議会での一番の仕事は採決で、それにはきちんと参加している。議員として恥ずかしくない行動はとっているつもり。」と語っている。

## 人物
- 中学校では卓球、高校ではハンドボール、大学では空手をやっていた[13]。
- 議長時代、移動中は歴史小説が中心の読書をしていた[13]。